# Alonej Jicchak
Alonej Jicchak (hebrejsky אַלּוֹנֵי יִצְחָק, doslova „Jicchakovy duby“, v oficiálním přepisu do angličtiny Allone Yizhaq, přepisováno též Alonei Yitzhak) je školský komplex a mládežnická vesnice v Izraeli, v Haifském distriktu, v Oblastní radě Menaše.

## Geografie
Leží v nadmořské výšce 74 metrů na okraji hustě osídlené a zemědělsky intenzivně využívané pobřežní nížiny, respektive jejího výběžku – údolí Bik'at ha-Nadiv. Na severovýchod od vesnice se zvedá pahorkatina Ramat Menaše. Podél jižní strany obce vstupuje do údolí vádí Nachal Barkan. Dál k jihu začíná region Vádí Ara.
Obec se nachází 10 kilometrů od břehu Středozemního moře, cca 52 kilometrů severovýchodně od centra Tel Avivu, cca 33 kilometrů jižně od centra Haify a 10 kilometrů severovýchodně od města Chadera. Alonej Jicchak obývají Židé, přičemž osídlení v tomto regionu je převážně židovské. 3 kilometry východně od osady ale začíná téměř souvislý pás měst a vesnic obývaných izraelskými Araby ve Vádí Ara. Společně se sousední vesnicí Kfar Glikson vytváří Alonej Jicchak souvislé zastavěné území, které je zároveň na severu propojeno s městem Binjamina-Giv'at Ada.
Alonej Jicchak je na dopravní síť napojen pomocí místní silnice číslo 6522. Východně od obce probíhá dálnice číslo 6 (Transizraelská dálnice).

## Dějiny
Alonej Jicchak byl založen v roce 1949. Podle jiných zdrojů založena již roku 1948. Jejím zakladatelem byl Jechi'el Charif (יחיאל חריף). V prvních dvou letech sídlilo toto východné a vzdělávací zařízení přímo v kibucu Kfar Glikson, pak se rozhodlo osamostatnit a přestěhovat na sousední pozemky severně od kibucu.
Komplex byl napojen na mládežnické hnutí ha-No'ar ha-cijoni. Zpočátku byl určen pro absorpci a výchovu židovských dětí z Evropy, které přežily holokaust. V 50. letech 20. století sem mířily židovské děti ze severní Afriky a Indie, v 60. letech nová přistěhovalecká vlna z východní Evropy a v 70. letech židovské děti ze SSSR. V posledních dekádách to byli například přistěhovalci z Etiopie.
V obci funguje šestileté středoškolské vzdělávání. Studuje zde cca 400 žáků. Pro děti z řad nových imigrantů je zde rovněž ulpan pro intenzivní zvládnutí hebrejštiny. Po vyučování je zde k dispozici ještě dobrovolné vzdělávání v Kleemanově výukovém centru včetně multimediálních laboratoří. Komplex nabízí dále zájmové kroužky v uměleckých oborech. Zhruba šest hodin týdně tráví studenti fyzickou prací.
Obec je pojmenována podle Jicchaka Gruenbauma – polskožidovského a izraelského sionistického aktivisty. Vesnici obklopuje dubový les vyhlášený za přírodní rezervaci.

## Demografie
Podle údajů z roku 2014 tvořili naprostou většinu obyvatel v Alonej Jicchak Židé – cca 200 osob (včetně statistické kategorie "ostatní", která zahrnuje nearabské obyvatele židovského původu ale bez formální příslušnosti k židovskému náboženství, cca 300 osob).
Jde o menší sídlo vesnického typu s dlouhodobě kolísající populací. K 31. prosinci 2014 tu žilo 284 lidí. Během roku 2014 populace klesla o 0,7 %.
| Rok            | 1961 | 1972 | 1983 | 1995 | 2001 | 2003 | 2004 | 2005 | 2006 | 2007 | 2008 | 2009 | 2010 | 2011 | 2012 | 2013 | 2014 |
| -------------- | ---- | ---- | ---- | ---- | ---- | ---- | ---- | ---- | ---- | ---- | ---- | ---- | ---- | ---- | ---- | ---- | ---- |
| Počet obyvatel | 249  | 343  | 327  | 272  | 232  | 221  | 208  | 209  | 210  | 202  | 197  | 274  | 243  | 286  | 285  | 286  | 284  |